# Devprasad John Ganawa
Devprasad John Ganawa SVD (* 8. Dezember 1951 in Panchkui) ist ein römisch-katholischer Ordensgeistlicher und Bischof von Udaipur.

## Leben
Devprasad John Ganawa trat der Ordensgemeinschaft der Steyler Missionare am 8. Juni 1974 bei, legte die ewigen Gelübde am 7. Juni 1981 ab und empfing am 27. Oktober 1982 die Priesterweihe. 
Papst Benedikt XVI. ernannte ihn am 11. Mai 2009 zum Bischof von Jhabua. Der Erzbischof von Bhopal, Leo Cornelio SVD, weihte ihn am 16. Juni desselben Jahres zum Bischof; Mitkonsekratoren waren Abraham Viruthakulangara, Erzbischof von Nagpur, und Chacko Thottumarickal SVD, Bischof von Indore. 
Am 21. Dezember 2012 ernannte ihn Papst Benedikt XVI. zum Bischof von Udaipur. Bis zur Ernennung eines Nachfolgers im Juli 2015 blieb er Apostolischer Administrator des Bistums Jhabua.